# Eclytus difficilis
Eclytus difficilis là một loài tò vò trong họ Ichneumonidae.